# Scottolana bulbifera
Scottolana bulbifera är en kräftdjursart. Scottolana bulbifera ingår i släktet Scottolana och familjen Canuellidae. Inga underarter finns listade i Catalogue of Life.